# 张永光
张永光（鼓三儿）（1961年10月29日—2014年12月23日）是一位中国摇滚鼓手。他被称作是中国大陆摇滚乐的鼓手鼻祖以及中国第一鼓手。

## 生平
1962年，张永光出生于中国北京。11岁起跟随其父亲学习音乐，14岁时参军。16岁时考入中央歌舞团担任唢呐演奏；他在1983年曾获得全国民族器乐比赛优秀一等奖。 在80年代受到当时在中国开始流行的欧美摇滚乐队以及邓丽君的影响开始对打鼓产生兴趣，并开始学习打击乐。
1986年，他与刘元、艾迪等人组建了中国大陆最早的一支摇滚乐队：“ADO”，他们与崔健合作并创作出了专辑《新长征路上的摇滚》，其后他们和崔健一起进行了巡演。在这张专辑中，传唱度最高的一首歌《一无所有》的创作诞生就是在张永光的家中进行的。
1990年代时，张永光组建了一支雷鬼乐队：“北京Reggae乐队”。
1995年，张永光组建了《天场Tien Sqare》爵士乐队。成为中国第一只Fusion Jazz爵士乐队，并享誉国际。
2003年与歌手姜昕结婚。
2014年12月23日因抑郁症在家中自杀身亡。